# Minniza rubida
Minniza rubida es una especie de arácnido del orden Pseudoscorpionida de la familia Olpiidae.

## Distribución geográfica
Se encuentra en Adén, Yemen.